# Tarraco
Tarraco je starodavno ime sedanjega španskega mesta Tarragona v Kataloniji. 
Bil je najstarejše rimsko naselje na Iberskem polotoku in v obdobju Rimske republike postal upravno središče rimske province Prednja Hispanija (Hispania Citerior). V Rimskem cesarstvu je postal  upravno središče novoustanovljene rimske province Tarakonska Hispanija (Hispania Tarraconensis). 
Leta 2000 je UNESCO razglasil arheološko najdišče Tarraco za svetovno kulturno dediščino.

## Začetek in druga punska vojna
Kraj je bil že v predrimskem obdobju naseljen z Iberci, ki so imeli trgovske stike z grškimi in feničanskimi kolonijami na iberski obali. Najpomembnejše iberske kolonije so bile večinoma v dolini reke Ebro. Ostanki iberske kolonije v Tarracu so datirani v 5. stoletje pr. n. št.
V literaturi so omembe prisotnosti Ibercev v Tarracu dvoumne. Livij omenja oppidum parvum (majhno naselje), imenovano Cissis, Polibij pa govori o polisu, imenovanem Kissa (Κίσσα). Tarraco je  prvič omenen kmalu po prihodu Gneja Kornelija Scipija Kalva v Empúries leta 218 pr. n. št. na začetku druge punske vojne, s katero se je začelo rimsko osvajanje Hispanije. Livij piše, da so Rimljani pri Cissi zasegli punske zaloge, namenjene Hanibalovi vojski, in osvojili mesto. Kmalu zatem so Rimljane "nedaleč od Tarraca" (haud procul Tarracone) napadli (Kartažani). Ali sta bila Cissis in Tarraco isto mesto, ostaja nejasno. 
Na kovancu, najdenem v Empúriesu, je napis Tarakon-salir (salir verjetno pomeni srebro). Kovanec je datiran v obdobje okoli leta 250 pr. n. št., se pravi v obdobje pred prihodom Rimljanov.  Na kovancih  iberskega porekla iz 1. in 2. stoletja pr. n. št. se pojavlja ime Kesse. Kovanci so bili označeni skladno z rimskimi utežnimi standardi. Kesse bi lahko bil Cissis, ki ga omenja Plinij.
Leta 217 pr. n. št. so prišle iz Italije okrepitve pod poveljstvom Publija Scipiona. Njemu in njegovemu bratu Gneju Korneliju se pripisuje gradnja utrdbe Tarraco in ustanovitev vojaškega pristanišča. Plinij starejši piše, da je bil Tarraco za Scipiona tisto, kar je bila za Kartažane Kartagina. Rimsko mestno obzidje je bilo verjetno zgrajeno na temeljih starejšega obzidja, značilnih za iberske kamnoseke. 
Po smrti bratov Scipionov je bil Tarraco leta 211 in 210 pr. n. št. zimska vojna baza 25 let starega Publijevega sina Scipiona Afričana in zborno mesto (conventus) hispanskih plemen. Med drugo punsko vojno je bila večina plemen na rimski strani. Plinij jih je imenoval socii et amici populi Romani – rimski zavezniki in prijatelji in  piscatores Tarraconenses – tarakonski ribiči, ker so s svojimi ladjami sodelovali v obleganju Carthago Nova.
Rimsko osvajanje Hispanije je trajalo več kot dvesto let.

## Tarraco v Rimski republiki
Naslednji dve stoletji je Tarraco ostal rimsko oskrbovalno središče in zimski bazni tabor v vojnah proti Keltiberom, tako kot med drugo punsko vojno. V mestu je bilo veliko  vojakov, nastanjenih verjetno v najvišjem delu zgodovinskega središća sedanje Tarracone, imenovanem Part Alta. Leta 197 pr. n. št. je bilo osvojeno ozemlje na Iberskem polotoku, vključno z ozkim obalnim pasom, razdeljeno na rimski provinci Prednja in Zadnja Hispanija (Hispania Citerior in Hispania Ulterior). Upravno središče Prednje Hispanije je bila Carthago Nova, Strabon pa pravi, da so bili guvernerji nastanjeni tudi v Tarracu.
Pravni status Tarraca v tistem času ni povsem jasen. V obdobju republike je bil organiziran verjetno kot conventus civium Romanorum - zbirališče rimskih državljanov  province z dvema magistratoma – civilnima upraviteljema. Gaj Porcij Katon, konzul leta 114 pr. n. št., je leta 108 pr. n. št. izbral Tarraco za kraj svojega izgnanstva, kar kaže, da je bil svobodno mesto in takrat morda rimski zaveznik.
Po Strabonu se je nedaleč od Tarraca zgodila ena od "nanjovejših" rimskih bitk. Ko je Cezar leta 49 pr. n. št. v Llerdi (Lleida) premagal Pompejeve podpornike, se je njegova vojska oskrbovala iz Tarraca. Kdaj je Tarraco dobil status kolonije, ni povsem jasno. Status sta mu morda podelila Julij Cezar ali Avgust po zmagi pri Mundi okoli leta 45 pr. n. št. in se odraža v epitetu Iulia v njegovem uradnem imenu  Colonia Iulia Urbs Triumphalis Tarraco. Ime je obdržal do konca Rimskega cesarstva.

## Obdobje cesarja Avgusta
Leta 27 pr. n. št. je v Hispanijo prišel cesar Avgust, da bi nadziral vojne pohode v Kantabriji. Zaradi slabega zdravja je odločil, bo ostal v Tarracu. V mestu naj bi postavil oltar. Retorik Kvintilijan omenja, da so se mu meščani Tarraca pritoževali, da je na oltarju zrasla palma, on pa jim je odgovoril, da ga očitno ne uporabljajo dovolj pogosto.
Stara Via Herculea se je kmalu po njegovem prihodu preimenovala v  Via Augusta. Miljnik, odkrit na Plaça de Braus v Tarragoni, omenja cesto, ki je med letoma 12 in 6 pr. n. št.  vodila v  Barcino na severovzhodu in Dertozo, Saguntum in (Valencijo) na jugu.
Pisec Pomponij Mela v 1. stoletju takole opisuje mesto: "Tarraco je najbogatejše mesto na tej obali" (Tarraco urbs est en his oris maritimarum opulentissima). Pod Avgustom in Tiberijem je mesto kovalo svoj denar s podobami v cesarskem kultu in napisom  CVT, CVTT ali CVTTAR.
Avgust je bil po smrti leta 14 n. št. uradno pobóžen. Tacit v svojih Analih omenja, da je bil leta 15 njemu v čast zgrajen tempelj, verjetno v najbolj vzhodnem delu mesta  ali v bližini mestnega foruma.

## Mesto v visokem cesarstvu
Junija 68 n. št. se je Galba, ki je v Tarracu živel osem let, v Clunii Sulpicii razglasil za rimskega cesarja, vendar je vladal samo do januarja naslednjega leta.
Vespazijan (vladal 69-79 n. št.) je začel reformo negotovih državnih financ, kar je, po Pliniju, omogočilo prebivalcem Hispanije, da so dobili latinsko državljanstvo. Iberski polotok, ki je bil od davnine razdeljen na urbana območja in podeželje, razdeljeno po plemenskih načelih, se je pretvoril v območja okoli mestnih središč, kjer so kolonije ali municipiji pobirali davke. Hitro se je okrepilo gradbeništvo, verjetno ravno zaradi reorganizacije province. V tem obdobju so bili zgrajeni tarrakonski amfiteater, tempeljsko območje in provincijski forum na vrhu mesta. Večina kipov na teh lokacijah je bila postavljenih verjetno med letoma 70 in 180 n. št.
Pod cesarjem Trajanom (vladal 98-117) je bil za mestnega patrona imenovan senator Lucij Licinij Sura. Bil je domačin in dosegel enega od najvišlih položajev v rimski državi. Zdi se, da je pozimi 122/123 Tarraco obiskal Trajanov naslednik  Hadrijan (vladal 117-138), da bi sklical hispanski konvent. Hadrijan je tudi obnovil Avgustov tempelj.
Proti koncu 2. stoletja so se v Tarracu začele resne gospodarske težave. Mestu v čast je bilo postavljenih nekaj spomenikov, morda ravno zaradi pomanjkanja sredstev. V tem času se je zgodil tudi poraz v boju proti uzurpatorju Klodiju Albinu, ki ga je podpiral guverner tarakonskega Novia Lucij Rufo. V tem času začenjao izginjati napisi, posvečeni konciliju province. Vse bolj jih nadomeščajo napisi, posvečeni vojaškim osebam. V ordo decurionumu (civilna uprava) je čedalje manj vplivnih trgovcev in vedno več pokroviteljev - velikih zemljiških posestnikov in visokih javnih uradnikov. Cesar Septimij Sever (vladal 193-211) je obnovil amfiteater in z njim povezane zgradbe, kar dokazuje spominski napis.

## Pozno cesarstvo
Kmalu po Dioklecijanovih reformah državne uprave in uvedbi tetrarhije (vladal 284–305) je Iberski polotok postal dioceza, razdeljena na šest provinc, mnogo manjših od prejšnjih. Tarraco je ostal upravno središče, vendar mnogo manjše province. 
Vpadi skupin Frankov in Alemanov okoli leta 260 so več desetletij povzročali stiske. Arheološke raziskave so pokazale, da so bile uničene zgradbe v pristanišču in izven mestnega obzidja, v samem mestu pa ne.
V obdobju med cesarjema Dioklecijanom in Maksimijanom (286 do 293) je bil zgrajem Jupitrov portik,  ki bi lahko bil del bazilike.
Po razpadu rimske obrambe na Renu leta 476 so Tarraco zasedli Vizigoti kralja Eurika. Zasedba je očitno potekala relativno mirno, saj niso arheologi odkrili nobenih sledov uničenja. Vizigoti so prevzeli obstoječe upravne strukture in vanje vključili manjše skupine svojih plemičev, kar potrjujejo  krščanske grobnice iz tega obdobja. Rimska in vizigotska zgodovina mesta se je končala s prihodom Arabcev leta 713 ali 714.

## Arheološko najdišče
Arheološko najdišče Tarraco je eno od največjih rimskih najdišč Španiji. Leta 2000 ga je UNESCO razglasil za svetovno dediščino. Mesto Tarraco je najstarejše rimsko naselje na Iberskem polotolu in je v 1. stoletju pr. n. št. postalo upravno središče rimske province Prednja Hispanija. 
V Tarragoni je še veliko pomembnih rimskih ruševin. Del temeljev velikega Kiklopskega obzidja v bližini Pilatovih uradov naj bi bil predrimskega izvora. Pilatovi uradi, ki so v 19. stoletju služili za zapor, naj bi bili Avgustova palača.
Tarraco je tako kot mnoga starodavna mesta ostal naseljen, vendar so ga prebivalci počasi podirali zaradi gradbenega materiala. Dobršen del amfiteatra blizu morske obale, ki se je dolgo uporabljal kot kamnolom, je kljub temu preživel. Zgrajen je bil na opuščenem cirkusu. Dolg je 45,72 m, čeprav nekateri odseki morda še niso dokumentirani.
Napisi na kamnih hiš so pisani v latinščini, najde pa se tudi nekaj feničanskih.
Nedaleč od mesta sta dva starodavna rimska spomenika. Prvi je veličasten akvadukt z dvema nadstropjema obokov, ki je prečkal 1,5 km široko dolino do mestnih vrat. Njegovi ostanki so dolgi 21 m. Spodnji oboki so visoki skoraj 3 m. Drugi spomenik, ki stoji približno 1,5 km severozahodno od mesta, je rimska grobnica. Imenujejo jo  Torre dels Escipions, čeprav ni dokazov, da bi bila tam pokopana brata Scipion.

### Svetovna dediščina
UNESCO je na svoj seznam svetovne dediščine uvrstil ruševine starodavnega rimskega mesta Tarraco, ki izpolnjujejo dve merili:
- Kriterij ii: ostanki rimskega Tarraca so izjemnega pomena za razvoj rimskega načrtovanja in urbanističnega oblikovanja in so služili kot model za prestolnice provinc drugod po svetu.

- Kriterij iii: Tarraco ponuja zgovorno in neprimerljivo pričevanje o staroveški  zgodovini sredozemskih dežel.

### Zaščiteni objekti
- rimsko obzidje
- kompleks cesarskega kulta
- provincialni forum
- circus
- kolonijalni forum
- rimsko gledališče
- zgodnjekrščansko pokopališče
- akvadukt (4 km severno od Tarragone)
- Torre dels Escipions (5 km vzhodno od Tarragone)
- kamnolom El Mèdol (9 km severno od Tarragone)
- mavzolej Centcellov (4,6 km severo-severozahodno od Tarragone)
- vila dels Munts (10 km vzhodno od Tarragone)
- slavolok de Berà (20 km vzhodno od Tarragone)